# Liolaemus pachecoi
Espèce
Synonymes
- Liolaemus jamesi pachecoi Laurent, 1995

Liolaemus pachecoi est une espèce de sauriens de la famille des Liolaemidae.

## Répartition
Cette espèce se rencontre :
- dans le nord du Chili ;
- dans le sud-ouest de la Bolivie.

## Publication originale
- Laurent, 1995 : Sobre una pequeña colleción de lagartos del género Liolaemus (Tropiduridae) proviniente del extremo suroeste de Bolivia. Cuadernos de Herpetología, vol. 9, no 1, p. 1-6.